# Alejandro Rebollo Ceñal
Alejandro Rebollo Ceñal (Gijón, Spanje, 11 januari 1983) is een gewezen Spaanse voetbalkeeper.
Hij kende zijn jeugdopleiding in zijn geboortestad Gijón en bij Oviedo. Bij deze laatste ploeg dwong hij tijdens het seizoen 2002-2003 een plaats af bij de eerste ploeg. Getafe ontdekte hem en trok hem aan als derde doelman voor zijn eerste elftal. Aangezien hij niet voldoende minuten kon spelen, stapte hij over naar Granada en wordt na twee aangetrokken door Lorca. Daar belandde hij onmiddellijk bij de B-ploeg, waarna hij nog hetzelfde seizoen vertrok naar Palencia. Tijdens het seizoen 2009-2010 werd hij bij deze ploeg de minst gepasseerde doelman van de groep I van de Segunda División B en eindigde met zijn bescheiden ploeg op de derde plaats van de reguliere competitie.
Dit werd opgemerkt door het ambitieuze FC Cartagena, dat uitkomt in de Segunda División A. Daar had men wat problemen met de tweede doelman Juan Carlos Castilla Gomez. Beide spelers werden uitgewisseld en Rebollo tekent een contract van 2 seizoenen. Hij komt verrassend aan de aftrap van de eerste wedstrijd van het seizoen 2010-2011. Dit kwam doordat de eerste doelman de ploeg verliet tijdens de laatste week van augustus. Deze uitwedstrijd tegen het net uit de Primera División gedegradeerde Xerez wordt gewonnen met 1-4.  Hij kreeg nog drie andere kansen, maar kon niet overtuigen.  Daarom belandde hij toch op de reservebank.  Op het einde van het seizoen kwam hij dankzij de blessure van Francisco Casilla Cortés nog viermaal aan de aftrap, maar confirmeerde wat we tijdens de seizoenstart reeds opgemerkt werd.
Tijdens de voorbereiding van het seizoen 2011-2012 bleek het eerst dat hij behouden zou blijven als reservedoelman, maar toen de ploeg twee andere doelmannen aantrok, werd zijn contract ontbonden.  Tijdens heel dit seizoen bleef hij werkloos tot hij juli 2012 een contract tekende bij Real Avilés voor het seizoen 2012-2013.
Na dit seizoen vond hij geen andere club meer.